# NGC 125
NGC 125 (còn được gọi là PGC 1772) là một thiên hà dạng thấu kính nằm trong chòm sao Song Ngư. Nó được chỉ định là lớp Sa Ring trong sơ đồ phân loại hình thái thiên hà. Nó nằm cách xa khoảng 235 triệu năm ánh sáng.

## Khám phá
NGC 125 được nhà thiên văn học William Herschel phát hiện vào ngày 25 tháng 12 năm 1790 và được quan sát bằng kính viễn vọng phản xạ có khẩu độ 18,7 inch. Tại thời điểm khám phá, tọa độ của nó được ghi lại là 00h 21m 41s, + 87 ° 56.1 ′ -20.0. Nó cũng được quan sát ngày 12 tháng 10 năm 1827 bởi John Herschel.

## Hình thức bên ngoài
Dreyer mô tả NGC 125 là "rất mờ nhạt" và "nhỏ", với "phần giữa sáng hơn". Nó có chiều dài khoảng 115 nghìn năm ánh sáng, khiến nó lớn hơn một chút so với dải Ngân Hà.

## Thông tin nhóm Galaxy
NGC 125 là một phần của nhóm NGC 128, bao gồm NGC 125, NGC 126, NGC 127, NGC 128 và NGC 130. Mặc dù chúng nằm trong cùng một nhóm thiên hà, nhưng> 1000   sự khác biệt km/h về vận tốc hồi quy giữa NGC 125 và NGC 128 khiến chúng không thể ở gần nhau trong không gian; tuy nhiên, do các dịch chuyển đỏ tương tự của chúng, NGC 125 và NGC 126 rất có thể gần gũi.